# Argentinische Rückhand
Die Argentinische Rückhand ist ein Begriff aus dem Hockey.
Bei dieser Schlagtechnik führt der Spieler bei sehr tiefer Körperhaltung seinen Schläger über den Boden und schlägt den Ball mit der Rückhandkante des Schlägerschafts. Sachlich richtiger wäre daher die Bezeichnung als Rückhandkantenschlag.
Durch diese Technik entsteht ein höherer Impuls und gelangt mehr Masse hinter den Ball als bei einer Rückhand in aufrechter Haltung, so dass dieser stärker beschleunigt werden kann. Aus diesem Grunde wird der Schlag insbesondere in den oberen Hockeyligen und in den Nationalmannschaften sehr intensiv trainiert. Durch die hohen Kräfte, die bei diesem Schlag auftreten können, kommt es allerdings oft zur Beschädigung des Schaftes. Ein weiterer Nachteil ist die erschwerte Kontrolle der Flugbahn des Balls.
Die argentinische Rückhand ist nur beim Feldhockey zugelassen. Beim Hallenhockey ist Schlagen generell verboten.
Die derzeit gefährlichste Argentinische Rückhand der Welt haben Ellen Hoog (Niederlande), obwohl sie ihre Karriere bereits seit mehreren Jahren beendet hat, und Santi Freixa (Spanien).
Erstmals gezeigt wurde dieser Schlag Ende des 20. Jahrhunderts durch den argentinischen Hockeyspieler Fernando Ferrara. In der englischen Sprache wird sie auch als Korean backhand oder präziser als reverse hit bezeichnet.

## Weblink
Argentinische Rückhand, Video auf YouTube (Memento vom 7. Juli 2015 im Internet Archive)